# Lego Castle
Lego Castle är en Legoserie som introducerades 1978, och är baserad på riddare och slott. Leksakerna såldes under märket Legoland fram till 1991, då det i stället blev Lego System fram till 1999.

## Tidslinjer
| År        | Sida                     | Sida                     | Sida                     | Sida                 | Parallellserie | Parallellserie | Parallellserie | Parallellserie | Parallellserie | Parallellserie | Parallellserie | Parallellserie | Parallellserie | Parallellserie |
| --------- | ------------------------ | ------------------------ | ------------------------ | -------------------- | -------------- | -------------- | -------------- | -------------- | -------------- | -------------- | -------------- | -------------- | -------------- | -------------- |
| 1978–1983 | Classic Castle           | Classic Castle           | Classic Castle           | Classic Castle       |                |                |                |                |                |                |                |                |                |                |
|           | Goda                     | Goda                     | Onda                     | Laglösa              |                |                |                |                |                |                |                |                |                |                |
| 1984–1986 | Crusaders                |                          | Black Falcons            |                      |                |                |                |                |                |                |                |                |                |                |
| 1987–1991 | Crusaders                | Forestmen                | Black Falcons            |                      |                |                |                |                |                |                |                |                |                |                |
| 1992      | Black Knights            | Black Knights            | Black Falcons            | Wolfpack Renegades   |                |                |                |                |                |                |                |                |                |                |
| 1993–1994 | Black Knights            | Black Knights            | Dragon Masters           | Wolfpack Renegades   |                |                |                |                |                |                |                |                |                |                |
| 1995      | Royal Knights            | Royal Knights            | Dragon Masters           |                      |                |                |                |                |                |                |                |                |                |                |
| 1996      | Royal Knights            | Royal Knights            | Dragon Masters           | Dark Forest          |                |                |                |                |                |                |                |                |                |                |
| 1997      | Royal Knights            | Royal Knights            | Fright Knights           | Dark Forest          |                |                |                |                |                |                |                |                |                |                |
| 1998–1999 | Royal Knights            | Royal Knights            | Fright Knights           | Dark Forest          | Ninja          |                |                |                |                |                |                |                |                |                |
| 2000–2003 | Knight's Kingdom (Lions) | Knight's Kingdom (Lions) | Knight's Kingdom (Bulls) |                      |                |                |                |                |                |                |                |                |                |                |
| 2004–2006 | (Knights Kingdom II)     | (Knights Kingdom II)     | (Knights Kingdom II)     | (Knights Kingdom II) | Vikings        | Vikings        | Vikings        | Vikings        | Vikings        | Vikings        | Vikings        | Vikings        | Vikings        | Vikings        |
| 2007      | Crown Knights            |                          | Skeletons                |                      |                |                |                |                |                |                |                |                |                |                |
| 2008–2009 | Crown Knights            | Dwarves                  | Skeletons                | Trolls               |                |                |                |                |                |                |                |                |                |                |
| 2010      | Kingdoms (Lions)         | Kingdoms (Lions)         | Kingdoms (Dragons)       |                      |                |                |                |                |                |                |                |                |                |                |
| 2011      | Kingdoms (Lions)         | Kingdoms (Lions)         | Kingdoms (Dragons)       |                      |                |                |                |                |                |                |                |                |                |                |